# Перфорација дигестивног тракта
Перфорација дигестивног тракта (ПДТ) је врста вештачки насталог отвора у унутрашњем слоју слузокоже било којег дела дигестивног тракта услед пробијања ткива шупљих органа под дејством механичке силе - трауме. Прати  је ослобађање желудачног или цревног садржаја у перитонеални простор.
Узроци перфорације су многобројни нпр. повреде или болести органа дигестивног тракта (као што је инфламаторна болест),  Морталитет је висок и варира у зависности од основног поремећаја и општег здравственог стања пацијента.
Симптоми ПДТ се развијају изненада, у виду јаког бола након чега убрзо следе знаци шока.
Дијагноза се примарно поставља на основу присуства слободног ваздуха у трбуху  након имиџинг студија.
ПДТ је озбиљно стање које захтева хитну медицинску помоћ. Лечење које се заснива на примени  инфузија течности, антибиотика и хируршким захватима  многи људи обезбеђује потпуни опоравак.

## Анатомија
Перитонеална шупљина је обложена једним слојем мезотелних ћелија, везивног ткива (укључујући колаген), еластичних ткива, макрофага и масних ћелија. Паријетални перитонеум покрива трбушну шупљину (трбушни зид, дијафрагму, карлицу); висцерални перитонеум покрива све интраабдоминалне органе, формирајући шупљину која је потпуно затворена осим на отвореним крајевима јајовода.
Перитонеална шупљина је подељена попречним мезоколоном. Велики оментум се протеже од попречног мезоколона и од доњег пола желуца и облаже доњу перитонеалну шупљину. Панкреас, дванаестопалачно црево, узлазно и силазни колон се налазе у предњем ретроперитонеалном простору; бубрези, уретери и надбубрежне жлезде налазе се у задњем ретроперитонеалном простору. Јетра, желудац, жучна кеса, слезина, јејунум, илеум, попречно колон, сигмоидно колон, цекум и слепо црево се налазе унутар перитонеалне шупљине.
Мала количина течности која је довољна да омогући кретање органа обично је присутна у перитонеалном простору. Ова течност је нормално серозна (садржај протеина <30 г/л и <300 леукоцита/µл). У присуству инфекције, количина ове течности се повећава, њен садржај протеина расте на више од 30 г/л, а број белих крвних зрнаца се повећава на више од 500/µл; другим речима, тако накупљена течност постаје ексудат.

## Етиологија
Неки од узрока ПДТ су:
- пробијање ткива шупљих органа под дејством механичке силе -  и пенетративна траума која може довести до перфорације било ког дела дигестивног тракта

- прогутана страна тела, чак и оштра, иако ретко изазивају перфорацију, изузев  ако се заглаве, могу да узрокује исхемију и некрозу услед локалног притиска која слаби зид шупљег органа и доводи до перфорације,

- страна тела уметнута кроз анус могу перфорирати ректум или сигмоидни део дебело црево.
- јатрогене перфорација током инструмемнталних прегледа шупљина дигестивног тракта (гастроскопија, ректоскопија, колоноскопија).

## Клиничка слика
Перфорација једњака, желуца или дванаестопалачног црева има тенденцију да се манифестује изненада и катастрофално, наглим почетком акутног абдомена са јаким генерализованим болом у стомаку (који се може ширити у раме), осетљивошћу на палпацију  и перитонеалним знацима.
Перфорација на другим гастроинтестиналним местима често се јавља у контексту других болних, инфламаторних стања. Пошто су такве перфорације често мале у почетку и често их окружује оментум, бол се често развија постепено и може бити локализован. Осетљивост је такође фокалнија. Такви налази могу отежати разликовање перфорације од погоршања основног поремећаја или недостатка одговора на лечење.
Код свих врста перфорације, мучнина, повраћање и анорексија су чести симптоми. Перфорацију карактеришу аускултаторно тихи или одсутни цревни звуци.

## Дијагноза
Отвор у гастроинтестиналном тракту узрокује цурење гаса у трбушну дупљу. Код перфорације црева, гас може бити видљив испод дијафрагме на рендгенском снимку грудног коша док је пацијент у усправном положају. Иако је рендген брз и јефтин начин за скрининг перфорације,  компјутеризована томографија трбуха са контрастом је осетљивији и специфичнији за постављање дијагнозе, као и за одређивање основног узрока. И компјутеризована томографија трбуха и рендген могу у почетку изгледати нормално, у ком случају се дијагноза може поставити отвореним или лапароскопским истраживањем абдомена.
Нивои белих крвних зрнаца и лактата у крви такође могу бити повишени, посебно у случају узнапредовале болести, укључујући перитонитис и сепсу.

## Диференцијална дијагноза
Диференцијална дијагноза гастроинтестиналне перфорације укључује друге узроке акутног абдомена, нпр. апендицитис, дивертикулитис, руптурирану цисту јајника или панкреатитис.

## Терапија
Уколико се примети перфорација, неопходна је хитна операција јер се морталитет изазван перитонитисом брзо повећава што се дуже одлаже лечење. Ако се формирао апсцес или инфламаторна маса, поступак може бити ограничен на дренажу апсцеса.
Назогастрична сонда се понекад убацује пре операције. Пацијенте са знацима смањења волумена излучене мокраће треба пратити уз помоћ уринарног катетера. 
Ниво надокнаде изгубљене течности се овезбеђује адекватном интравенском надокнадом течности и електролита.
Треба давати интравенске антибиотике широког спектра који су ефикасни против патогене цревне флоре која је са цревним садржајем доспела у перитонеални простор.

## Превенција
Превенцијом се можда нећемоћи у потпуности спречите перфорација дигестивног тракта, али се може смањити ризик ако се:
- не пуши и не користе дувански производи,
- једе здрава храну са довољно влакана , што може спречити затвор и одржати варење у добром стању.
- редовно посећујте лекар како би сте прартило здравствено стање и правовремено уочили сви нови симптоме, укључујући проблеме са варењем или бол у трбуху.